# Matt McKay
Matt McKay (Brisbane, 11 de janeiro de 1983), é um futebolista Australiano que atua como meia. Atualmente, joga pelo Brisbane Roar.

## Carreira
McKay integrou o elenco da Seleção Australiana de Futebol, campeão da Copa da Ásia de 2015.

## Títulos
Brisbane Roar
- A-League Premiership: 2010–11

Australia
- Copa da Ásia: 2015

Individual
- Brisbane Roar Medalha Gary Wilkins: 2006–07
- Brisbane Roar Jogador do Ano: 2006–07, 2010–11
- Brisbane Roar Membros/Jogadores do Ano: 2006–07, 2010–11
- Football Media Association Austrália Jogador Ano 2010–11